# کروشوو (استان بلاگووگراد)
کروشوو (به بلغاری: Krushevo) یک منطقهٔ مسکونی در بلغارستان است که در شهرستان گارمن واقع شده‌است. کروشوو ۱۲٬۴۹۵ کیلومتر مربع مساحت و ۲۴۶ نفر جمعیت دارد و ۹۳۳ متر بالاتر از سطح دریا واقع شده‌است.